# Robert de Cotte

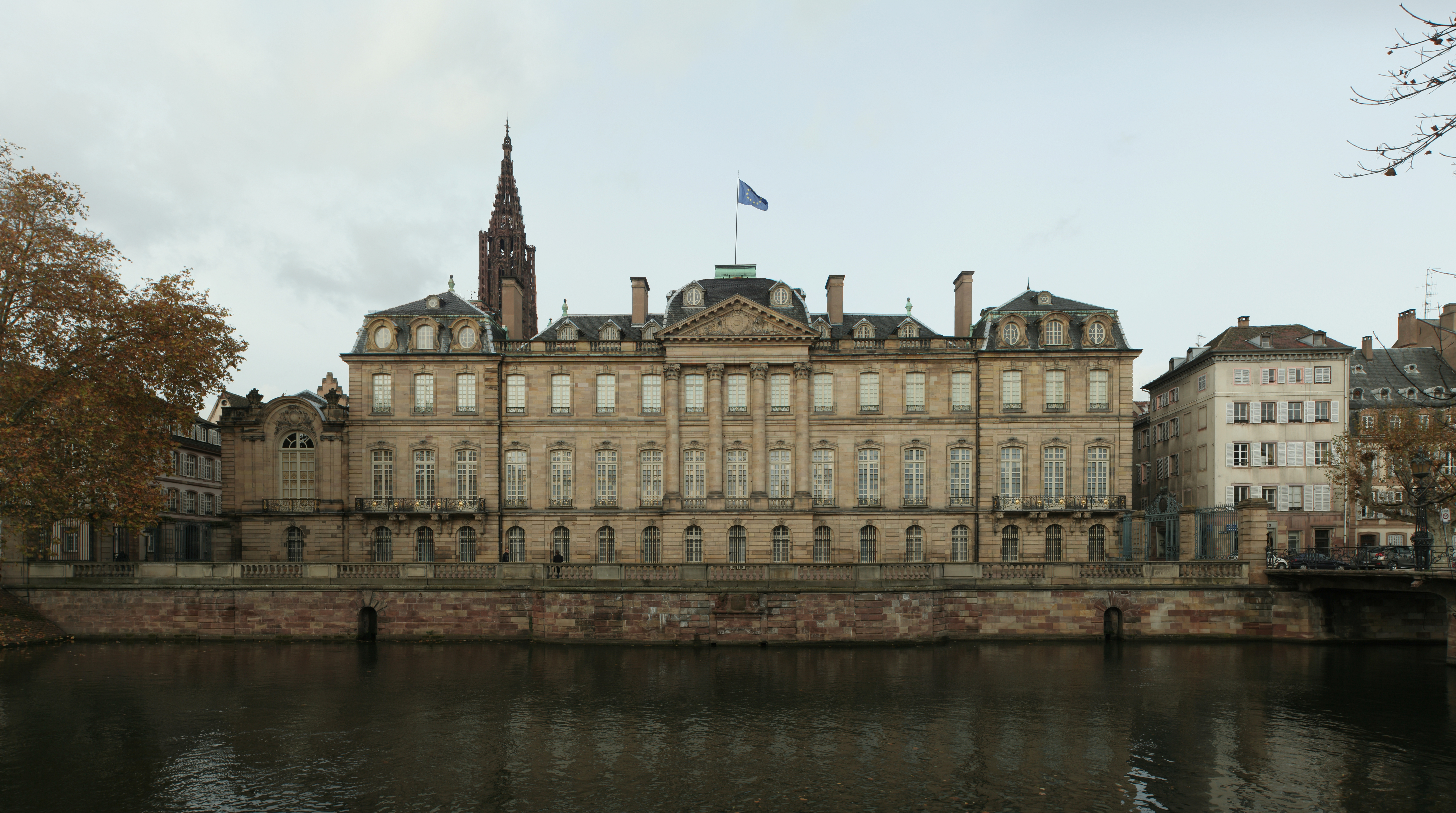
Palais de Rohan, Estrasburg, per Armand Gaston Maximilien, príncep de Rohan, bisbe d'Estrasburg (1709-23).

Robert de Cotte (París, 1656 - 1735) va ser un arquitecte francès. És considerat com un dels grans arquitectes de França a la línia dels Mansart (era cunyat de Jules Hardouin-Mansart).
El 1687 va entrar a l'Acadèmia reial d'arquitectura i el 1708 es va convertir el primer arquitecte del rei i director de l'Acadèmia. Va ser aleshores quan va finalitzar la capella del Palau de Versalles, inaugurada en 1719. Va ser un gran constructor al qual consultaven nombrosos arquitectes europeus, com Johann Balthasar Neumann per a la residència de Würzburg. També va ser un gran decorador i els seus edificis van ser tan valorats pel seu estil com per la seva decoració.
Va contribuir a la difusió de l'arquitectura francesa per Europa, encara que poques vegades es desplaçava lluny de París. Una de les seves grans obres va ser el Palau de Thurn und Taxis a Alemanya, del que va dissenyar els plans. El palau va ser destruït durant la Segona Guerra Mundial.

## Obres
- Hôtel de Lude.
- Hôtel d'Estrées, a París (1710).
- Reformes del hôtel de La Vrillière, París, (1715).
- Contribucions al hôtel de Maine (1713-16).
- Hôtel de Bourbon (1717).
- Font de la Samaritana sobre el Pont Neuf.
- Font del castell d'aigua del Palais Royal (1719).
- Decoració per al cor de la catedral Notre-Dame de París.
- Castell de Bonn.
- Castell de Poppelsdorf.
- Castell de Brühl.
- Castell de Schleissheim, prop de Múnic.
- Plans del castell de Rivoli a Itàlia.
- Plans del pavelló de caça de la Vénerie, prop de Torí.
- Restauració de l'ajuntament de Lió.
- Decoració de la plaça Bellecour.
- Palau episcopal de Châlons-en-Champagne (1719 - 1720).
- Palau episcopal de Verdún.
- Palau episcopal d'Estrasburg.